# Niebo w gębie
Niebo w gębie (fr. Les saveurs du palais) – francuski film komediowy z 2012 roku w reżyserii Christiana Vincenta. 

## Treść
Hortense Laborie, kucharka prowadząca farmę w Périgord i organizująca szkolenia z kuchni francuskiej dla cudzoziemców zostaje zaproszona do Pałacu Elizejskiego, gdzie otrzymuje stanowisko szefa kuchni przygotowującej posiłki dla prezydenta. Po dwóch latach zmęczona konfliktami z administracją Pałacu i kucharzami z kuchni centralnej Pałacu Hortense podaje się do dymisji. Kolejnym jej miejscem pracy staje się francuska stacja badawcza na Wyspach Crozeta, gdzie przyjeżdża australijska dziennikarka, która chce nakręcić film o dawnej kucharce prezydenta Francji. Film inspirowany historią Danièle Mazet-Delpeuch, kucharki prezydenta Francji François Mitterranda.

## Obsada
- Catherine Frot jako Hortense Laborie
- Jean d’Ormesson jako prezydent Republiki
- Hippolyte Girardot jako David Azoulay
- Arthur Dupont jako cukiernik Nicholas, asystent Hortense
- Brice Fournier jako Pascal le Piq
- Jean-Marc Roulot jako Jean Marc Luchet
- Arly Jover jako Mary, dziennikarka australijska
- Hervé Pierre jako Perrières, szef gabinetu
- Louis-Emmanuel Blanc jako Arnaud Fremier
- Manuel Le Lièvre jako następca Hortense w stacji badawczej

## Nagrody i wyróżnienia
- W 2013 Catherine Frot była nominowana do Cezara w kategorii najlepszej aktorki za rolę Hortense Laborie.